# Coimbra (Sé Nova, Santa Cruz, Almedina e São Bartolomeu)
Coimbra (Sé Nova, Santa Cruz, Almedina e São Bartolomeu)(llamada oficialmente União das Freguesias de Coimbra (Sé Nova, Santa Cruz, Almedina e São Bartolomeu)) es una freguesia portuguesa del municipio de Coímbra, distrito de Coímbra.

## Historia
Fue creada el 28 de enero de 2013 en aplicación de una resolución de la Asamblea de la República de Portugal promulgada el 16 de enero de 2013 con la unión de las freguesias de Almedina, Santa Cruz, São Bartolomeu y Sé Nova, pasando su sede a estar situada en la antigua freguesia de Sé Nova.

## Demografía
| Gráfica de evolución demográfica de Coimbra (Sé Nova, Santa Cruz, Almedina e São Bartolomeu) entre 2011 y 2021 |
| |
| Datos según el nomenclátor publicado por el INE portugués.                                                     |